# Pristimantis ceuthospilus
Pristimantis ceuthospilus es una especie de anfibio anuro de la familia Craugastoridae.

## Distribución
Esta especie es endémica de la región Piura en Perú. Habita entre los 1.735 y 2.780 m sobre el nivel del mar en la vertiente occidental de la cordillera de Huancabamba y 1.500 m sobre el nivel del mar en el lado occidental de la Cordillera Occidental.

## Descripción
Los machos miden de 19.0 a 25.8 mm y las hembras de 23.5 a 26.7 mm.

## Publicación original
- Duellman & Wild, 1993 : Anuran amphibians from the Cordillera de Huancabamba, northern Peru: systematics, ecology, and biogeography. Occasional Papers of the Museum of Natural History University of Kansas, vol. 157, p. 1-53[5]